# آرثر دين
آرثر دين (بالإنجليزية: Arthur Dean)‏ (23 يوليو 1931 بملبورن في أستراليا - ) هو لاعب كريكت أسترالي. لعب مع فريق فكتوريا للكريكت.

## وصلات خارجية
- آرثر دين على موقع إي آس بي آن كريك إنفو (الإنجليزية)